# De schattenjagers
De schattenjagers is een  stripverhaal uit de reeks van Jerom.

## Locaties
Dit verhaal speelt zich af op de volgende locaties:
- burcht van Morotari, verzonken Griekse stad, tempel, ruïne

## Personages
In dit verhaal spelen de volgende personages mee:
- Jerom, president Arthur, tante Sidonia, professor Barabas, leden Morotari, kapitein van de Flaymower, Helene niet van Troje, Krimson, mannen, vrouw

## Het verhaal
Jerom, tante Sidonia en professor Barabas zijn al geruimte tijd onderdeel van een geheim genootschap van miljardairs. Deze moderne ronde-tafel ridders bieden hulp aan mensen in nood. Arthur is de president, tante Sidonia bedient de radio en radar, professor Barabas zorgt voor de uitvindingen en Jerom is de Gouden Stuntman.
Op het nieuws is een bericht over het historische schip Flaymower dat gezonken is en professor Barabas schrikt, er was geld aan boord dat was ingezameld voor hulp aan onderontwikkelde landen. Jerom redt een parachutist en dit blijkt de kapitein van de Flaymower te zijn. Hij vertelt dat een enorm zeepaard zijn schip in een grot heeft gesleept. Hij heeft er een foto van gemaakt en professor Barabas ontdekt dat het enorme zeepaard op een onderzeeër lijkt. Jerom krijgt opdracht onderzoek te doen en is enkele dagen later met een jacht ter plekke. Jerom ontdekt een geheime doorgang en ziet de Flaymower en een verzonken Griekse stad in een enorme luchtbel. In de verzonken stad ontmoet Jerom Helene niet van Troje, ze is een priesters. Zij vertelt dat de stad al eeuwen in de luchtbel gevangen is, nadat hij verzonk tijdens een aardbeving. Het grootste deel van de bevolking is uitgestorven. Een tijdje geleden verstopten mannen kisten en die zijn door de bevolking verplaatst.
De mannen luisteren het gesprek af en sturen een telegeleide uitvinding op Jerom en Helene af. Jerom kan deze uitvinding verslaan en daarna vallen de mannen hem aan. Jerom en Helene kunnen ontkomen en vinden de kisten in een ruïne, maar dan blijkt Helene bij de mannen te horen. De mannen gaan weer naar het zeepaard en hebben Jerom opgesloten in een van de kisten. Jerom achtervolgt het zeepaard, met aan boord Krimson. Er wordt een torpedo op Jerom afgeschoten, maar deze mist zijn doel en blaast een rots stuk. Er komt een voorhistorisch monster vrij en het dier helpt Jerom, zodat hij in het zeepaard kan komen. Krimson laat het schip met tante Sidonia en professor Barabas dan zinken en beide komen aan boord van het zeepaard. Jerom verslaat Krimson en de mannen en tante Sidonia kan de vrouw verslaan. Het geld dat verzameld is door rijke mensen om arme volken te helpen is gered en het prehistorisch monster komt nog voorbij en laat zijn baby zien.